# 2327 Gershberg
2327 Gershberg (1969 TQ4) là một tiểu hành tinh vành đai chính được phát hiện ngày 13 tháng 10 năm 1969 bởi Burnasheva, B. ở Nauchnyj.